# Massengräber in Borovnica
Auf dem Gebiet der Gemeinde Borovnica in Slowenien wurde bisher (Stand 2/2024) ein Massengrab aus der Zeit um den Zweiten Weltkrieg gefunden.

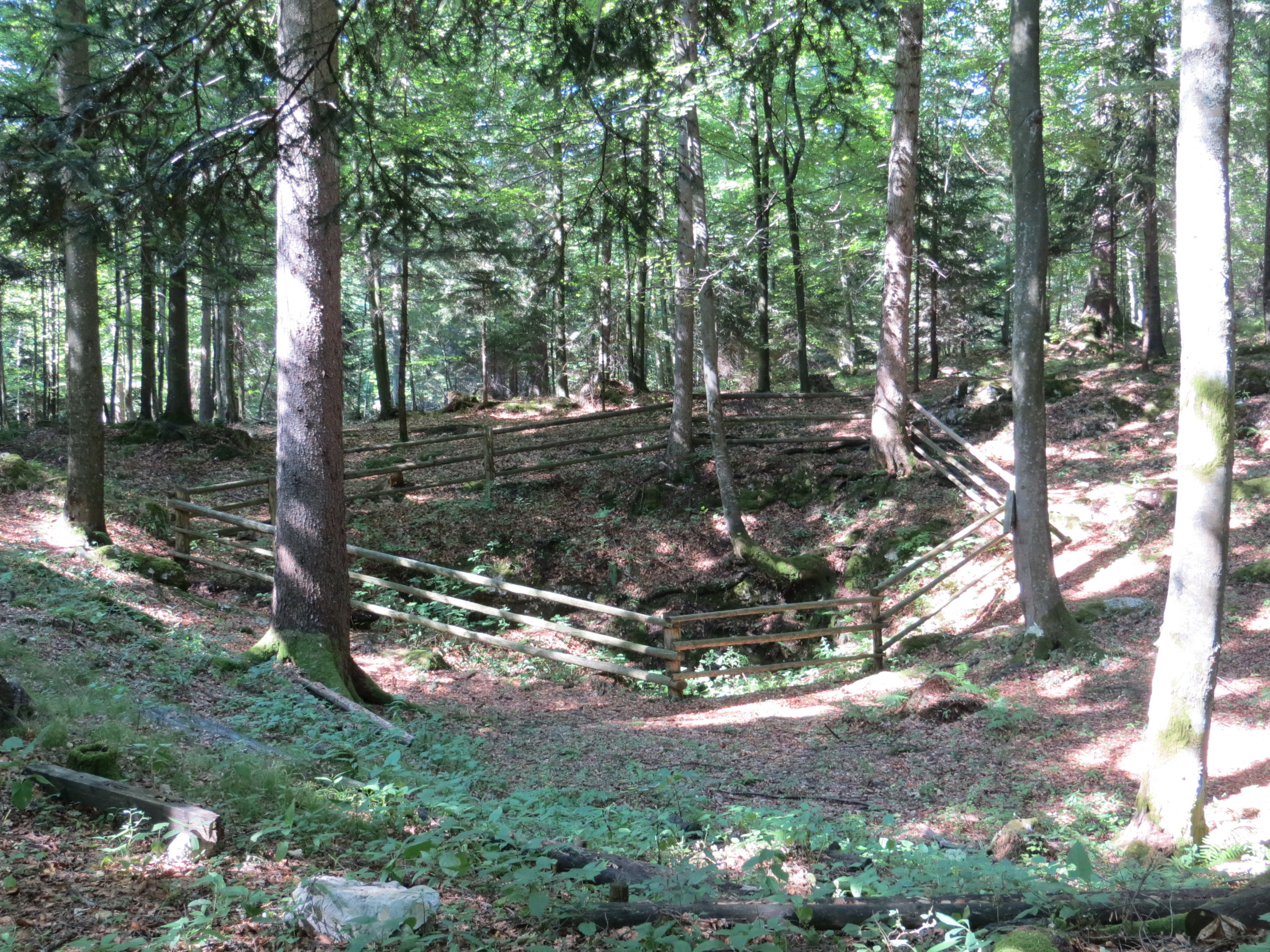
Massengrab in der Krim-Höhle, Begrenzung

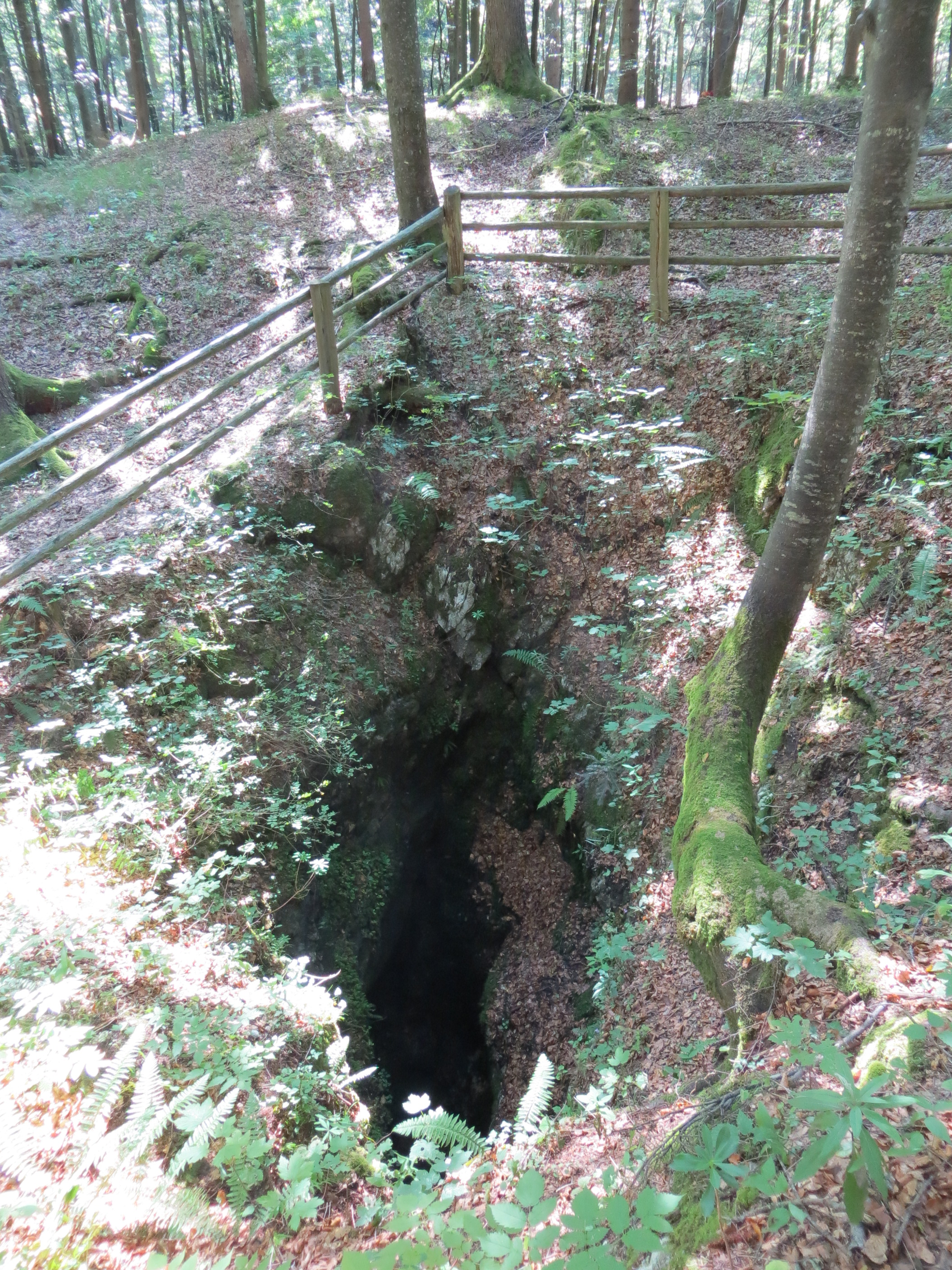
Massengrab in der Krim-Höhle, Schachtausgang

## Brezovica pri Borovnici
Das Massengrab Krim-Höhle (slowenisch: Grobišče Krimska jama) liegt im Wald südlich der Siedlung. Es enthält die sterblichen Überreste einer unbekannten Anzahl von slowenischen Zivilisten aus den umliegenden Dörfern, die 1942 von einem Bataillon des Partisanenkommandos Krim ermordet wurden .
Einige Quellen schätzen die Zahl der Opfer auf etwa 300. Die Höhle wurde während des Krieges dazu genutzt, um andere von den Partisanen liquidierte Opfer zu entsorgen. Untersuchungen in den Jahren 1942 und 1945 bestätigten das Vorhandensein menschlicher Überreste in der Höhle. 1947 und erneut 1947 wurde der Eingang zur Höhle gesprengt.